# Erminio Rizzi
Erminio Rizzi (Parma, 5 dicembre 1958) è un ex ciclista su strada italiano, professionista dal 1982 al 1983. Non ottenne vittorie fra i professionisti, ma colse alcuni piazzamenti, fra cui il settimo posto al Giro di Romagna 1982.

## Piazzamenti

### Grandi Giri
- Giro d'Italia

1982: 27º
1983: 80º

### Classiche monumento
- Milano-Sanremo

1983: 116º